# 呂号第十一潜水艦
|          |                                                                          |
| 艦歴     |                                                                          |
| 計画     | 大正5年度計画                                                            |
| 起工     | 1917年4月25日                                                            |
| 進水     | 1917年10月25日                                                           |
| 就役     | 1919年7月31日                                                            |
| 除籍     | 1932年4月1日                                                             |
| 性能諸元 |                                                                          |
| 排水量   | 基準：720トン 常備：735トン 水中：1,000トン                              |
| 全長     | 69.19m                                                                   |
| 全幅     | 6.35m                                                                    |
| 吃水     | 3.43m                                                                    |
| 機関     | ズルツァー式2号ディーゼル2基 電動機、2軸 水上：2,600馬力 水中：1,200馬力 |
| 速力     | 水上：18.2kt 水中：9.1kt                                                 |
| 航続距離 | 水上：10ktで4,000海里 水中：4ktで85海里                                  |
| 燃料     | 重油：60トン                                                             |
| 乗員     | 46名                                                                     |
| 兵装     | 28口径8cm高角砲1門 45cm魚雷発射管 艦首4門、舷側2門 魚雷10本              |
| 備考     | 安全潜航深度：30m                                                        |

呂号第十一潜水艦（ろごうだいじゅういちせんすいかん）は、日本海軍の潜水艦。呂十一型潜水艦（海中1型）の1番艦。竣工時の艦名は第十九潜水艦。

## 艦歴
1917年（大正6年）4月25日、呉海軍工廠で起工。同年10月25日進水。1919年（大正8年）7月31日竣工。竣工時の艦名は第十九潜水艦、二等潜水艦に類別。1924年（大正13年）11月1日、呂号第十一潜水艦に改称。1932年（昭和7年）4月1日に除籍。
就役直後から機関の故障が頻発し、1921年（大正10年）の台湾方面長期巡航訓練では途中で落伍した。

## 歴代艦長
※艦長等は『日本海軍史』第9巻・第10巻の「将官履歴」及び『官報』に基づく。

### 艦長
- （心得）春日篤 大尉：1920年12月1日 - 1921年12月1日
- （心得）中川順吉 大尉：1921年12月1日[4] - 1922年1月20日[5]
- （心得）宇垣完爾 大尉：1922年1月20日 - 1923年12月1日
- （心得）原田覚 大尉：1923年12月1日 - 1924年12月1日[6]
- 斎藤栄章 大尉：1924年12月1日[6] - 1925年9月16日[7]
- 上条深志 大尉：1925年9月16日 - 12月1日
- 福田勇 大尉：1925年12月1日[8] - 1926年4月1日[9]
- （兼）関本織之助 少佐：1926年4月1日[9] - 9月15日[10]